# Chie Seike
Chie „Rii“ Seike (jap. 清家 ちえ, Seika Chie bzw. mit Spitznamen リー, Rī; * 4. Mai 1974 in Kikuma (heute: Imabari)) ist eine japanische Beachvolleyballspielerin.

## Karriere
Seike spielte ihre ersten internationalen Turniere 1997 mit Ryōko Tokuno. 1998 bildete sie ein Duo mit Yukiko Ishizaka. Im ersten gemeinsamen Jahr gab es einen siebten Platz bei den Espinho Open und zwei 17. Plätze. Bei der Weltmeisterschaft 1999 in Marseille kamen Ishizaka/Seike nicht über den 33. Rang hinaus. Anschließend wurden sie erneut Siebte in Espinho. Im Jahr 2000 erreichten sie zweimal dreimal 13. Platz und beendeten zahlreiche weitere Turniere auf dem 17. Rang, unter anderem beim Grand Slam in Chicago. Außerdem traten sie bei den Olympischen Spielen in Sydney an; dort verloren sie zunächst das japanische Duell gegen Takahashi/Saiki und schieden mit einer weiteren Niederlage gegen die Italienerinnen Gattelli/Perrotta aus.
2001 spielte Seike mit Chiho Torii. Auf der World Tour war das beste Ergebnis ein 17. Platz bei den Gran Canaria Open. Bei der Weltmeisterschaft in Klagenfurt kamen Seike/Torii trotz einer Niederlage im einzigen Vorrundenspiel in die KO-Runde. Dort unterlagen sie den US-Amerikanerinnen Youngs/Fontana. 2002 absolvierte Seike jeweils zwei Grand Slams und Open-Turniere mit Noriko Aoki, ohne vordere Platzierungen zu erzielen. 2003 trat sie dreimal mit Eiko Koizumi an, bevor sie ein Duo mit Misaki Yamakawa bildete. Ihr bestes Ergebnis erzielten Seike/Yamakawa mit Platz 25 beim heimischen Turnier in Osaka. Bei der Weltmeisterschaft 2003 in Rio de Janeiro mussten sie sich als Gruppenletzte bereits nach der Vorrunde verabschieden. 2005 kehrte Seike nochmal für drei Turniere mit Miwa Asao zurück.